# Baranja

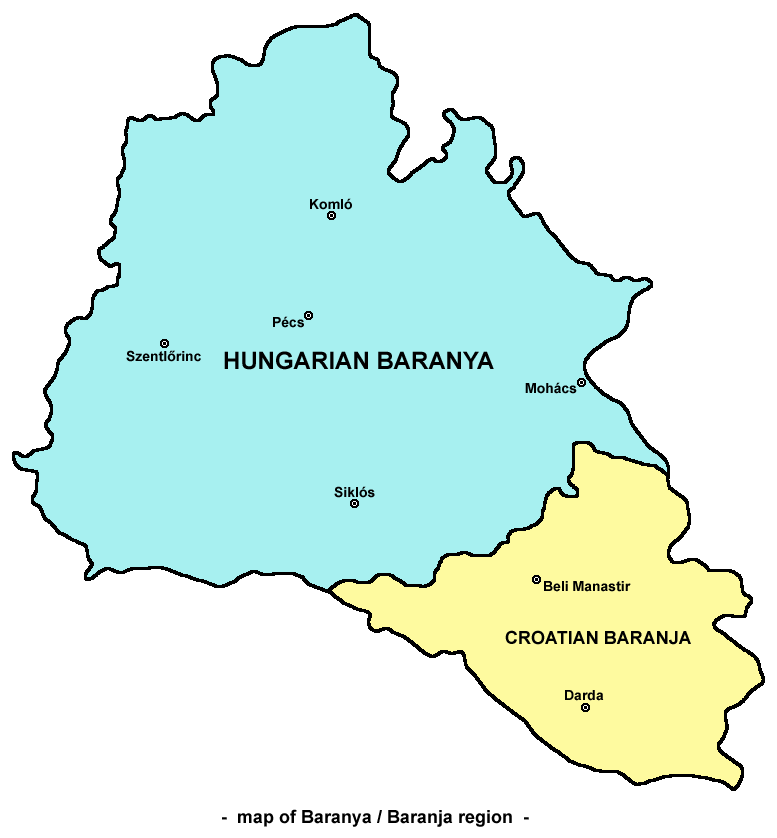
Podział Baranji pomiędzy Węgry i Chorwację

Baranja (węg. Baranya, chorw. Baranja, serb. Барања – Baranja) – region na Węgrzech i w Chorwacji, położony pomiędzy rzekami Dunaj i Drawa. Część węgierska należy do komitatu Baranja, natomiast część chorwacka do żupanii osijecko-barańskiej.

## Nazwa
Nazwa regionu pochodzi prawdopodobnie od starosłowiańskiego słowa bara oznaczającego „bagno”, gdyż tereny te są podmokłe. Inne teorie mówią o pochodzeniu od węgierskiego słowa bárány.

## Historia
Od VI w. Baranja zasiedlana była przez ludy słowiańskie, w IX w. przybyli Węgrzy.
Od XI w. region wszedł w skład Królestwa Węgier. W XVI w. przeszedł w posiadanie imperium osmańskiego. Pod koniec XVII w. podbity przez monarchię Habsburgów.
W 1918 r. Baranja została zajęta przez wojska serbskie i weszła w skład Królestwa Serbów, Chorwatów i Słoweńców. W 1920 r. na mocy Traktatu z Trianon została podzielona między Węgry a SHS. De facto cała Baranja pozostała jednak pod kontrolą Jugosławii.
14 sierpnia 1921 r. na terenach Baranji i Baczki zostało proklamowane państwo pod nazwą Republika Baranya-Baczka. Przetrwało ono 11 dni. Następnie jego obszar został podzielony zgodnie z ustaleniami z Trianon.
Podczas II wojny światowej jugosłowiańska część Baranji była okupowana przez Węgry, jednak powróciła do niej w 1944 r.
W 1991 r. po ogłoszeniu niepodległości przez Chorwację, południowa Baranja, wraz ze wschodnią Slavonią i zachodnim Sremem weszła w skład samozwańczej Republiki Serbskiej Krajiny. Republika została zlikwidowana w 1995 r., po kontrofensywie wojsk chorwackich. Przez kolejne 2 lata pozostawała pod kontrolą ONZ, a w 1997 r. weszła w skład niepodległej Chorwacji.

## Demografia

### Baranya (Węgry)

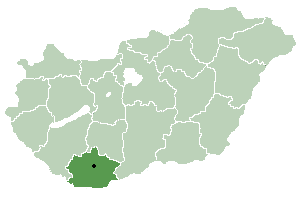
Węgierski komitat Baranya

Lista największych miast w węgierskiej części Baranji (w nawiasie liczba mieszkańców w 2001 r.):
- Pecz (158 942)
- Komló (27 462)
- Mohacz (19 085)
- Szigetvár (11 492)
- Siklós (10 384)
- Szentlőrinc (7265)
- Pécsvárad (4104)
- Bóly (3715)
- Sásd (3570)
- Harkány (3519)
- Sellye (3248)
- Villány (2793)

W 2001 r. ludność węgierskiej Baranyi liczyła 407 448 mieszkańców z czego proporcje narodowościowe przedstawiały się następująco:
- Węgrzy = 375 611 (92,19%)
- Niemcy = 22 720 (5,58%)
- Romowie = 10 623 (2,61%)
- Chorwaci = 7294 (1,79%)
- inni

### Baranja (Chorwacja)

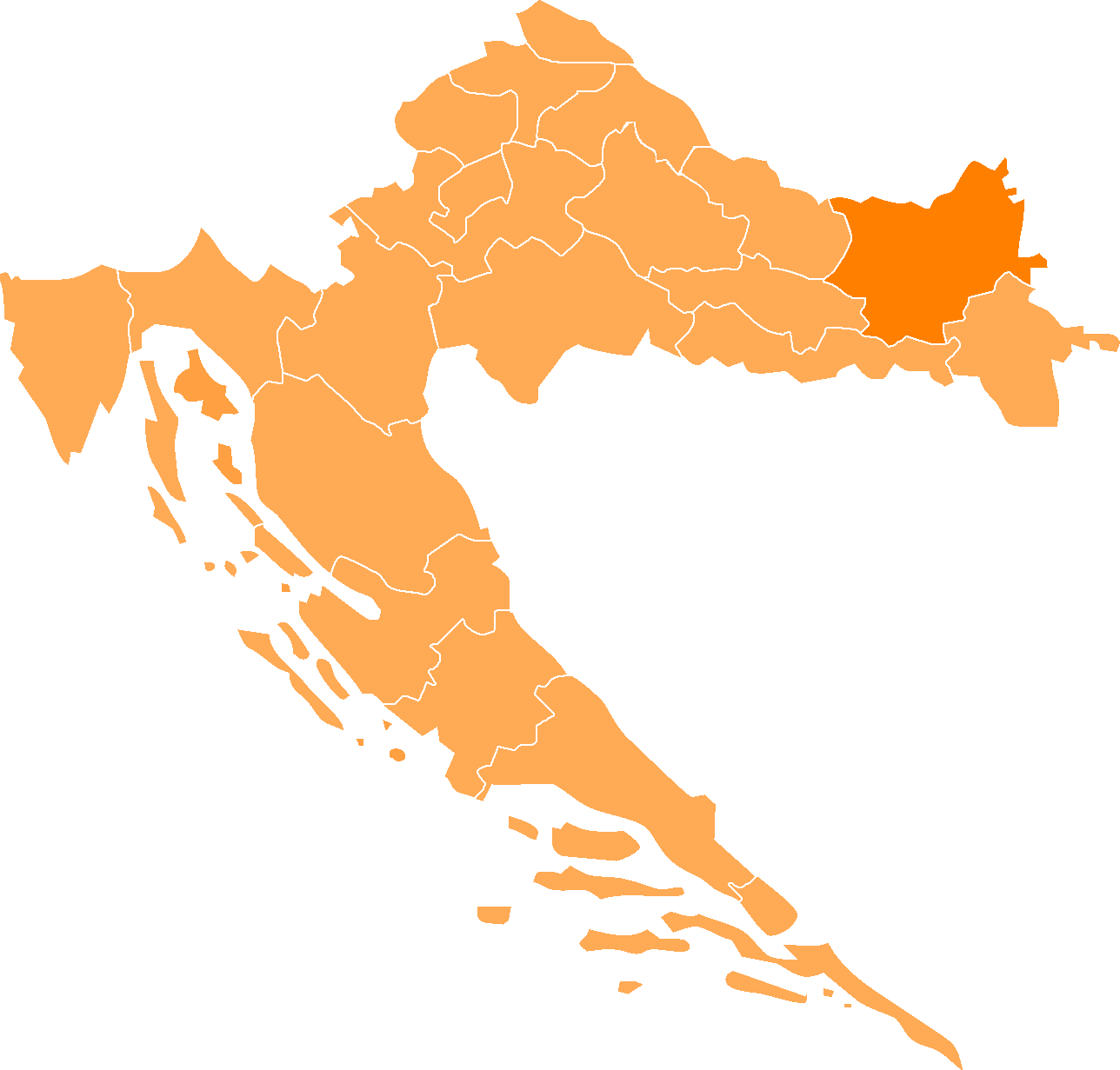
Żupania osijecko-barańska

Największe miejscowości w chorwackiej części Baranji (w nawiasie liczba mieszkańców w 2001 r.):
- Beli Manastir (10 986)
- Darda (7062)
- Bilje (5480)
- Kneževi Vinogradi (5186)
- Draž (3356)
- Čeminac (2856)
- Petlovac (2743)
- Jagodnjak (2537)
- Popovac (2427)

W większości miejscowości w chorwackiej Baranji przeważa ludność chorwacka. Jedynie gmina Jagodnjak zamieszkuje większość serbska, a Kneževi Vinogradi – węgierska.
W 2001 r. ludność chorwackiej Baranji liczyła 42 663 mieszkańców, z czego proporcje narodowościowe przedstawiały się następująco:
- Chorwaci = 23 693 (55,57%)
- Serbowie = 8592 (20,15%)
- Węgrzy = 7114 (16,69%)
- inni